# Cantone di Chevilly-Larue
Il Cantone di Chevilly-Larue era una divisione amministrativa dell'arrondissement di L'Haÿ-les-Roses.
È stato soppresso a seguito della riforma complessiva dei cantoni del 2014, che è entrata in vigore con le elezioni dipartimentali del 2015.
Comprendeva i comuni di:
- Chevilly-Larue
- Rungis